# دوناتو (لاعب كرة قدم)
دوناتو (بالبرتغالية: Donato Gama da Silva‏) هو لاعب كرة قدم برازيلي في مركز الدفاع، ولد في 30 ديسمبر 1962 في ريو دي جانيرو في البرازيل. شارك مع منتخب إسبانيا لكرة القدم. أما مع النوادي، فقد لعب مع أتلتيكو مدريد وديبورتيفو لاكورونيا ونادي أمريكا ونادي فاسكو دا غاما.

## وصلات خارجية
- دوناتو (لاعب كرة قدم) على موقع الاتحاد الأوربي (الإنجليزية)
- دوناتو (لاعب كرة قدم) على موقع قاعدة بيانات كرة القدم.إي يو (الإنجليزية)
- دوناتو (لاعب كرة قدم) على موقع بيانات كرة القدم. دي إي (الألمانية)
- دوناتو (لاعب كرة قدم) على موقع ناشيونال فوتبول تيمز (الإنجليزية)
- دوناتو (لاعب كرة قدم) على موقع Soccerway.com (الإنجليزية)
- دوناتو (لاعب كرة قدم) على موقع عالم كرة القدم.نت (الإنجليزية)